# 马赫反射
馬赫反射 （英語：Mach reflection）是一個超音速流體動力中的現象，以恩斯特·馬赫為名，是一個包含有三種模式的反射震波。

## 簡介
馬赫反射可以在非穩態、擬穩態(pseudosteady)及穩態流動中出現. 當一個激波沿著一個固態的邊緣傳導時，激波撞擊所形成沿著邊緣的流場會產生一個二次反射激波，使的該流場會平行於邊緣。在反射點上的流場在該區域是穩定的，而這樣的現象便稱為擬穩態流。當邊緣和主要激波的角度大到一定程度，單一的反射激波不足以使的流場轉為平行於邊緣，進而發生馬赫反射的現象
在穩態流場中，如果一個斜邊被放入一個穩定的超音速流場，而該斜邊所產生的激波衝擊到平行於流場的壁面上時，激波會使得流場轉向壁面，而會須要反射激波將流場轉回平行於牆面的狀態。當入射波超過某個角度時，反射激波產生的抵銷作用不足以將流場轉回來，便會產生一個可以觀察到的馬赫反射現象 
馬赫反射存在有三個種類的激波，也就是事件激波(incident shock)、反射激波(reflected shock)、和馬赫桿(Mach stem)及滑動面。這三股衝擊波交會的地方就是二維上的「三角點」，或是三圍上的雙重激波

## 馬赫反射的種類
唯一可以存在於穩態流場中的馬赫反射是直接馬赫反射。其中，馬赫桿(Mach stem )是凸離流場來向，而且滑動面(slip plane)是斜向反射面。在不穩態流中，三角點(triple point)可能會遠離表面，也有可能產生三角點對表面保持相對平穩的狀態(平穩馬赫反射stationary Mach reflection)，或是朝向表面移動(反馬赫反射 inverse Mach reflection).在反馬赫反射中，馬赫乾是曲向流場來向，而滑動面則是斜離反射面 .

## 外部連結
- The discovery of the Mach reflection effect and its demonstration in an auditorium[永久]
- Google Scholar search